# Jak–19
A Jak–19 a szovjet Jakovlev tervezőiroda 1947-ben készített vadászrepülőgép-prototípusa volt. A Jak–15 után ez volt a Jakovlev-tervezőiroda második sugárhajtású vadászgépe és az első teljesen fémépítésű héjszerkezettel és hidraulikával épített repülőgép. A Jak–19 volt a második szovjet vadászgép, melybe utánégetős sugárhajtóművet építettek be, a Klimov RD–10F típust, és az utolsó Jakovlev repülőgép, melyet a német Jumo 004 alapján készült RD–10 hajtott. Mindössze két prototípus épült belőle. Az USAF a Type 7 kódnevet adta a gépnek.

## Tervezés és fejlesztés
1946 tavaszán az OKB-115 határozatot hozott a Jak–19 tervezésére. A repülőgépnek középszárnyas, teljesen fémépítésű, egyenes szárnyú orrkerekes futóművel rendelkező konstrukciót szántak, mely a szovjet vadászgép jövőbeli szerkezetére nézve kiindulás lehetett volna. Itt alkalmaztak először a burkolólemezek felerősítésére süllyesztett fejű szegecseket és először alkalmaztak hidraulikát. Ez lett a második szovjet repülőgép, melynek hajtóműve utánégőt kapott (az első a Lavocskin 156 volt). Az utánégőt a Repülőgépmotorok Központi Intézete fejlesztette ki. Ez a berendezés egy felbővített fúvócsőből állt, melybe gyűrű alakú üzemanyag befecskendező csövet építettek. A cső geometriája és a kiömlő keresztmetszet két hidraulikusan mozgatott kúppal volt állítható. A legnagyobb utánégető teljesítménnyel a tolóerőt 10,7 kN-ra tudták növelni tengerszinten.
A Jak–19 konstrukciója radikális ugrást jelentett a korábbi Jak–15 és Jak–17 kis lépésenkénti fejlesztéséhez képest. Ezen kívül eltértek a korábbi Jakovlev gépeknél alkalmazott Clark YH szárnyprofiltól is, itt CAGI 12% karcsúságú lamináris profilt használtak. A kormányfelület egy darabból készült, rudazattal működtetett fémborítású Frise-csűrőket és hidraulikusan mozgatott réselt CAGI ívelőlapokat tartalmazott.
A hordó alakú törzs egyszerű fél-héjszerkezet volt 0,8–1,8 mm vastagságú lemezzel borítva. A hajtómű légbeömlése először került a gép orrába, majd kettévált a pilótafülke előtt, két oldalról megkerülve azt. A törzs hátsó része karimával és csavarokkal csatlakozott az első részhez, ezzel lehetővé vált az egész hátsó törzsrész leszerelése abból a célból, hogy könnyen hozzáférjenek a hajtóműhöz. A vízszintes és függőleges vezérsík is teljesen fémépítésű lett, azonban csak a magassági kormányok kaptak trimmelő lapokat.
Az orrkerekes futómű pneumatikusan működtethető és három nitrogén-olaj lengéscsillapítója van. A beálló típusú orrkerekeket előrefelé lehetett behúzni a motor légszívó nyílása mögé, osztott ajtóval zárultak. Az üzemanyagkapacitás 815 dm³ volt, ezen kívül az indítómotornál 11 dm³, mely az utánégő indítását segítette, melyet villamos meghajtású szivattyú táplált üzemanyaggal.
A pilótafülke nem volt túlnyomásos, azonban fel volt szerelve egy kezdetleges kordit robbanóanyaggal működtetett katapultüléssel. A pilótaülés szélvédője golyóálló üvegből készült. Az egy darabból készült kabintetőt hátracsúsztatva lehetett nyitni. A gép szabványos RSIU-6 rádiót kapott. Fegyverzete két Nudelman–Szuranov NSZ–23 gépágyúból állt, egyenként 70–75 tölténnyel.

## Próbák
Két prototípus épült. Egyik sem kapott festést. Mindkét gép tömege csak kevéssel haladta meg a Jak–15 és Jak–17 tömegét. Az első prototípus (a Jak–19–I) hívójele Sárga 24 volt és egy 5-ös számot festettek a függőleges vezérsík alsó részére. Ez a gép először 1947. január 8-án repült M. I. Ivanov berepülőpilótával a pilótaülésben. Repülés közben a gép könnyen kezelhető volt, jól reagált a kormánymozdulatokra. Legnagyobb hibája az utánégő volt, mely kissé csökkentette a motor utánégő nélküli tolóerejét. Még rosszabb volt, hogy begyújtása bonyolult és megbízhatatlan művelet volt, alkalmatlan a harc közbeni használatra. Ennek a prototípusnak a függőleges vezérsíkját később szögletes alakúra cserélték ki.
A második prototípus (Jak–19–II) hívójele Sárga 25 volt, és egy 2-es számot festettek a függőleges vezérsíkra. A repülőgépet az 1947. évi tusinói légiparádén mutatták be a közönségnek. A vízszintes vezérsík 4°-os negatív "V" állást kapott és szárnyvég alatti póttartályokat, a Jak–17-hez hasonlóan. Sz. N. Anohin berepülőpilóta az 1947. augusztus 21-i első felszállás után megállapította, hogy a repülőgép könnyen kezelhető, de érezhetően elavult a hajtóműve: gyenge és megbízhatatlan.
Az állami minősítő vizsgán a repülőgép nem felelt meg, mivel a botkormányt csak nagy erővel lehetett kezelni, nem volt sem fűtés, sem szellőzés a kabinban és gyenge volt a fegyverzet is. Emiatt a további fejlesztést leállították. A döntést megerősítette a Rolls-Royce Derwent alapján gyártott Klimov RD–500 hajtómű megérkezése is, mely jelentős előrehaladást jelentett mind a tolóerő, az üzembiztonság, élettartam és a karbantartás egyszerűsége terén.
A repülőgép nyugati kódjelzést nem kapott, mivel az 1970-es évek végéig nem volt tudomásuk a létezéséről.

## Műszaki adatok (Jak–19)
- Személyzet: 1 fő
- Hossz: 8,36 m
- Fesztáv: 8,70 m
- Szárnyfelület: 13,56 m²
- Üres tömeg: 2192 kg
- Teljes tömeg: 3050 kg
- Legnagyobb felszálló tömeg: 3400 kg
- Hajtómű: 1 db Klimov RD–10F gázturbinás sugárhajtómű
- Maximális tolóerő: 10,7 kN
- Legnagyobb sebesség: 907 km/h 5250 m-en, 875 km/h tengerszinten
- Hatótávolság: 550 km
- Hatótávolság ledobható üzemanyag-póttartályokkal: 895 km
- Szolgálati csúcsmagasság: 12 100 m
- Emelkedőképesség: 20,8 m/s
- Szárny felületi terhelése: 226 kg/m²
- Tolóerő–súly arány: 0,365
- Fegyverzet: 2 darab Nudelman–Szuranov NSZ–23 gépágyú, 150 darabos lőszerjavadalmazással

## Fordítás
- Ez a szócikk részben vagy egészben  a   Yakovlev Yak-19 című angol Wikipédia-szócikk fordításán alapul.  Az eredeti cikk szerkesztőit annak laptörténete sorolja fel. Ez a jelzés csupán a megfogalmazás eredetét és a szerzői jogokat jelzi, nem szolgál a cikkben szereplő információk forrásmegjelöléseként.